# مركز إسعاد الطفولة في غزة
مركز إسعاد الطفولة في غزة هو مشروع مشترك بين بلدية غزة ومؤسسة التعاون، وأحد المراكز التابعة لبلدية غزة، ويخدم قطاع الطفولة وفئات عمرية مختلفة من المجتمع. ولدت فكرة المركز استنادًا إلى أهمية توفير مساحة آمنة للأطفال، حيث يمكنهم اللعب والمشاركة في الأنشطة التفاعلية التي تعود عليهم بالإيجاب. يتضمن المركز حديقة تمثل رموزًا ثقافية ومعالم غزية. وخلال الحرب الفلسطينية الإسرائيلية 2023 تم تدمير المركز بشكل كامل.

## أهدافه
يهدف مركز إسعاد الطفولة إلى الحفاظ على الهوية الفلسطينية والتراث، وتنمية مهارات الأطفال الإبداعية والفنية. كما يساعد الأطفال على تعلم مفردات جديدة، والحفاظ على صحتهم وبيئتهم. كما يعزز ثقتهم بأنفسهم ويقوي التعاون بين المركز والمدرسة والأسرة. يساعد المركز الأطفال على التكيف الاجتماعي وحل المشكلات، ويشجعهم على التعبير عن أنفسهم. ويهدف إلى إعادة حقوق الأطفال الفلسطينيين في العيش بطفولة طبيعية وخلق بيئة آمنة بعيداً عن معاناة الحروب والأوضاع الإقتصادية بسبب الحصار الإسرائيلي المستمر.

## برامجه
يقدم مركز إسعاد الطفولة عدة برامج لتعليم الأطفال مهارات متنوعة. يتعرف الأطفال من خلال برنامج الثقافة الفلسطينية على تاريخ فلسطين وقضية اللاجئين. يعلّم برنامج المهن الغزية الفنون التقليدية مثل التطريز والفخار. يركز برنامج التثقيف الصحي على النظافة والسلامة، حيث يعلم برنامج التصاميم الفنية الأطفال الرسم والأشغال اليدوية، بينما يساعد برنامج الإرشاد التربوي في تحسين سلوك الأطفال وتقليل الضغوط النفسية.